# مت الیوت
مت الیوت (انگلیسی: Matt Elliott؛ زادهٔ ۱ نوامبر ۱۹۶۸) یک بازیکن فوتبال است.